# Pan de Azúcar (ciudad)
Pan de Azúcar es una ciudad uruguaya del departamento de Maldonado, y es sede del municipio homónimo.

## Ubicación
La ciudad se encuentra localizada en la zona suroeste del departamento de Maldonado, próximo al arroyo homónimo y en la intersección de las rutas nacionales 9, 37, 60 e Interbalnearia.

## Historia
Fue fundada en 1874 por Félix de Lizarza y un grupo de vecinos de la zona de San Carlos. Lleva el mismo nombre que el cerro Pan de Azúcar, ya que la ciudad se ubica en las cercanías de este cerro, situado en el municipio de Piriápolis.
Dispone de un interesante jardín zoológico propio.

## Población
Su población, de acuerdo a los datos del censo de 2011, es de 6597 habitantes.
| 3409          | 4190 | 5125 | 5513 | 6532 | 7098 | 6597 |
| (Fuente: INE) |      |      |      |      |      |      |

## Actualidad
Se ha anunciado la próxima instalación de un parque industrial en esta localidad.

## Personajes Famosos
- José Pierri Sapere, compositor y músico.
- Blanca Luz Brum, poeta.
- Álvaro Figueredo, poeta y profesor